# Ar-Rašíd
Ar-Rašíd, jiným názvem Rosetta, je egyptské přístavní město v guvernorátu Buhajra. Leží v Deltě Nilu 65 kilometrů východně od Alexandrie. V roce 2021 ve městě žilo 301 795 obyvatel. 
Město bylo založeno někdy asi v 9. století na místě dnes již zaniklého města zvaného Bolbitine. Podle původního názvu města nese svůj název Rosettská deska, která zde byla objevena v roce 1799. Během 19. století bylo město populární turistickou destinací pro turisty z Velké Británie. Město leží v oblasti s teplým aridním podnebím.

## Galerie

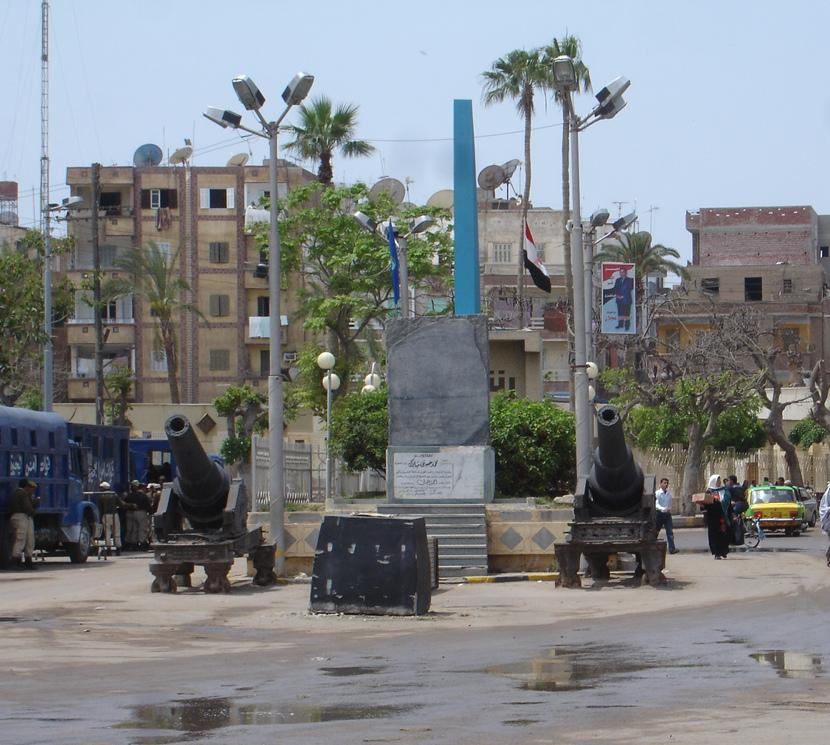
Identická kopie Rosettské desky
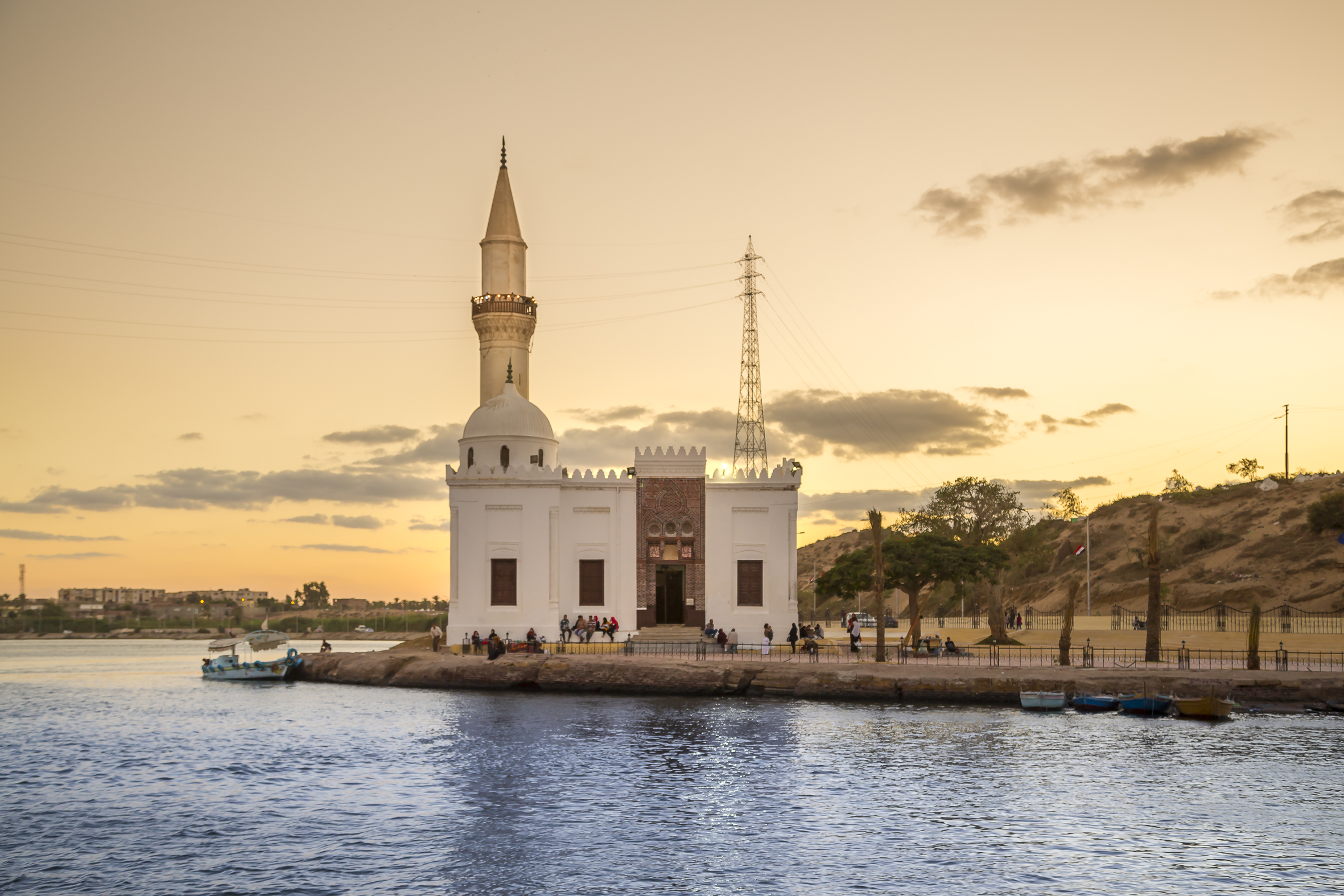
Mešita Abou Mandour
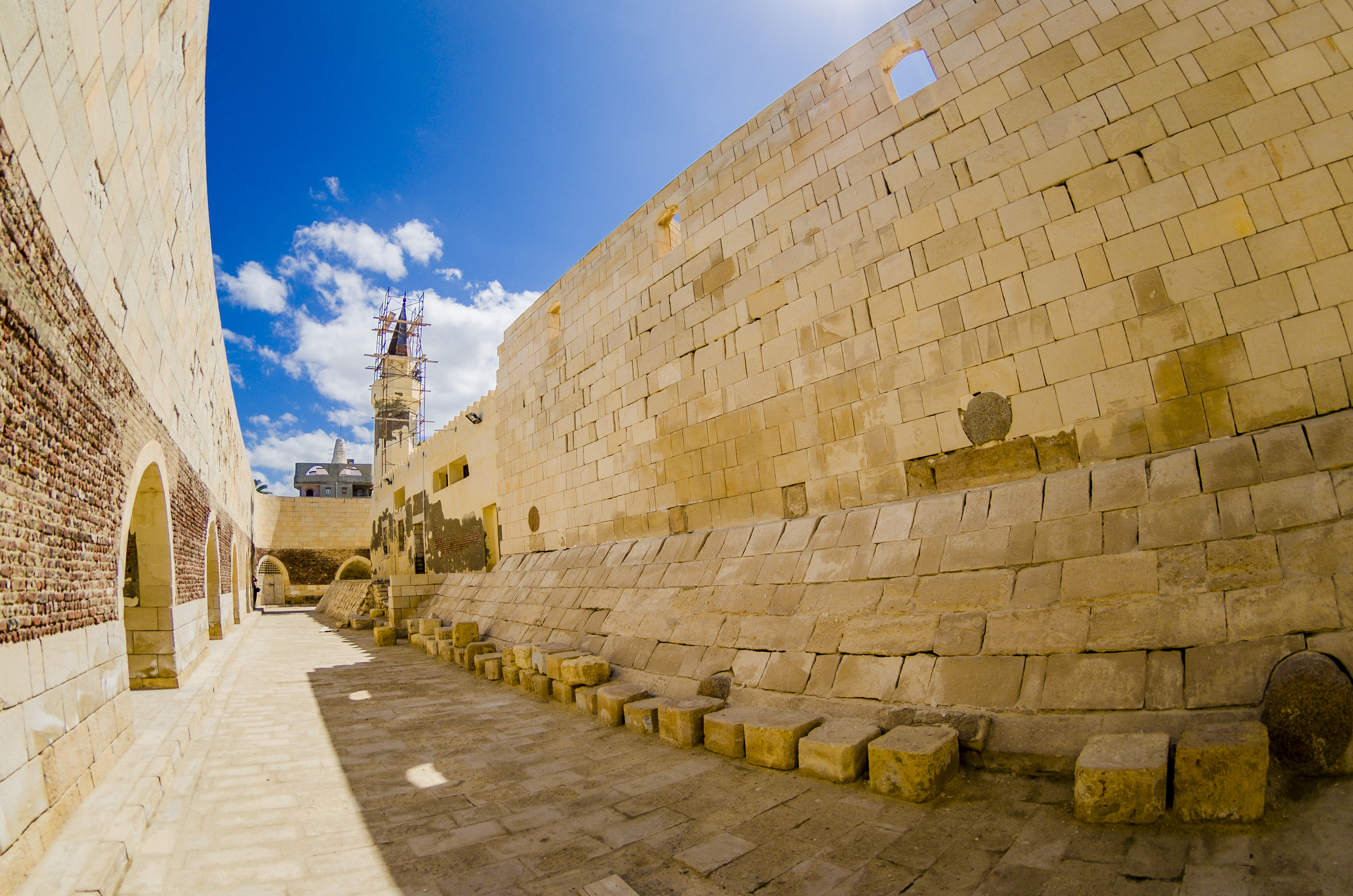
Ar-Rašídské starodávné zdi
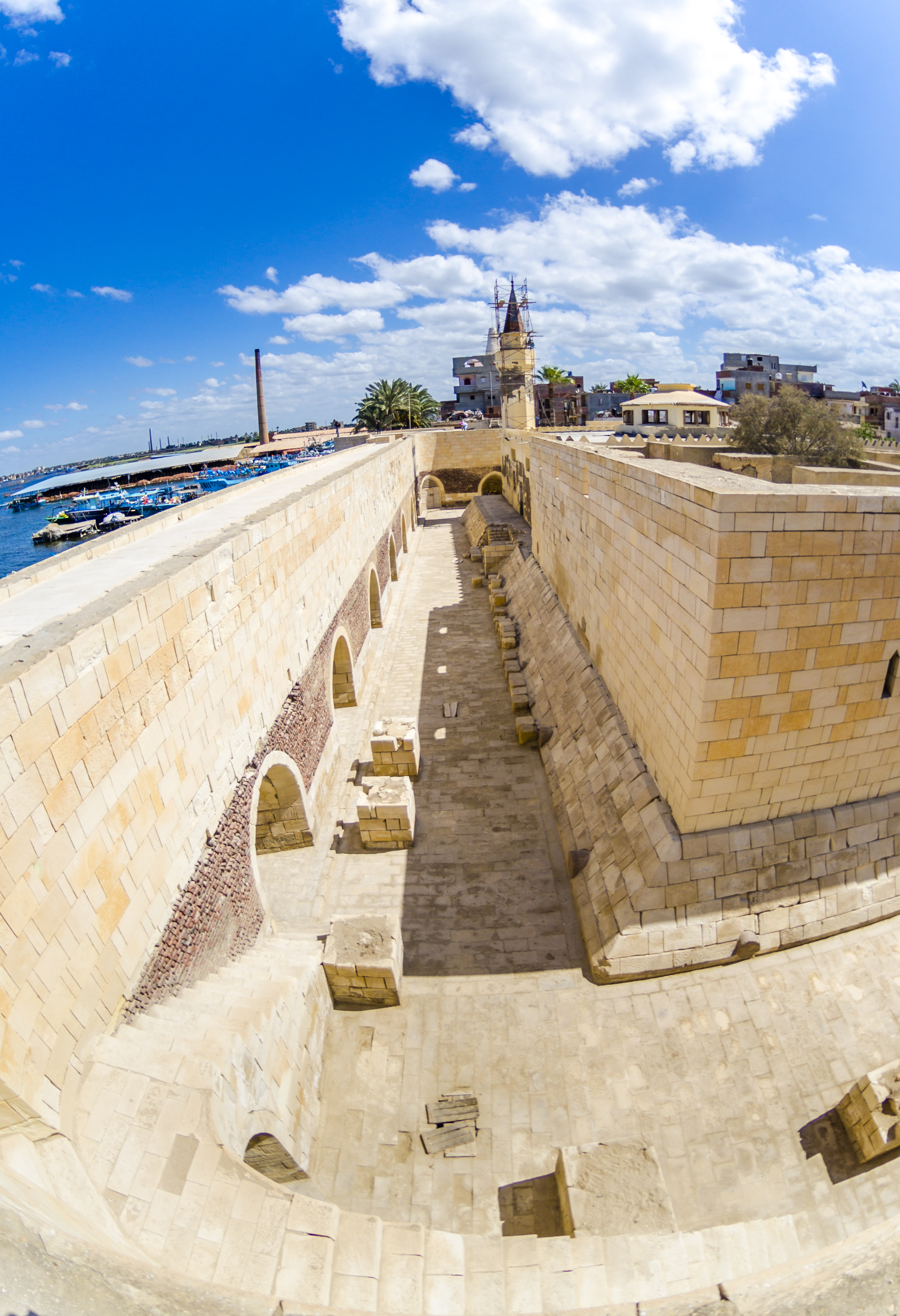
Pevnost Julien
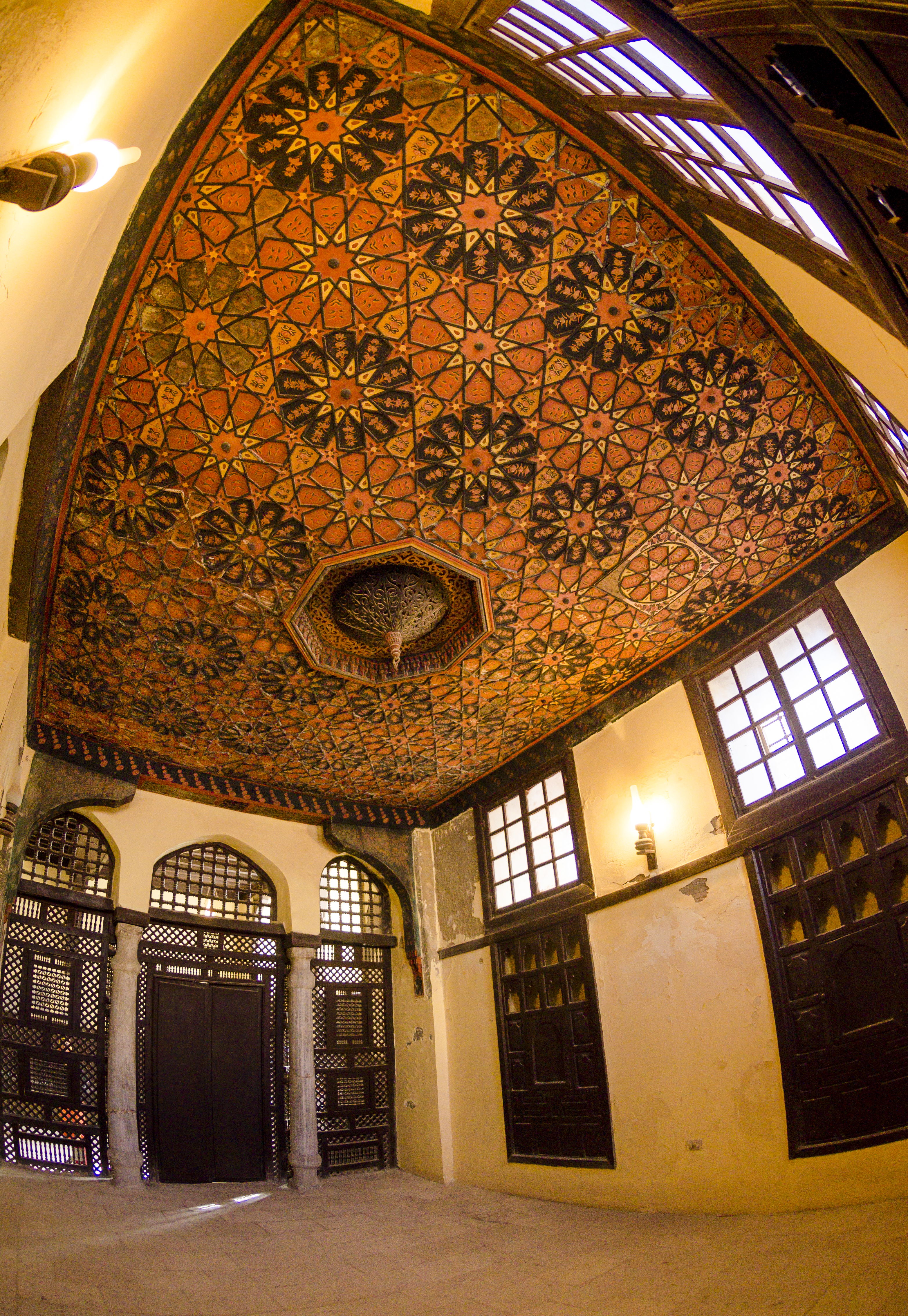
Interiér památného domu
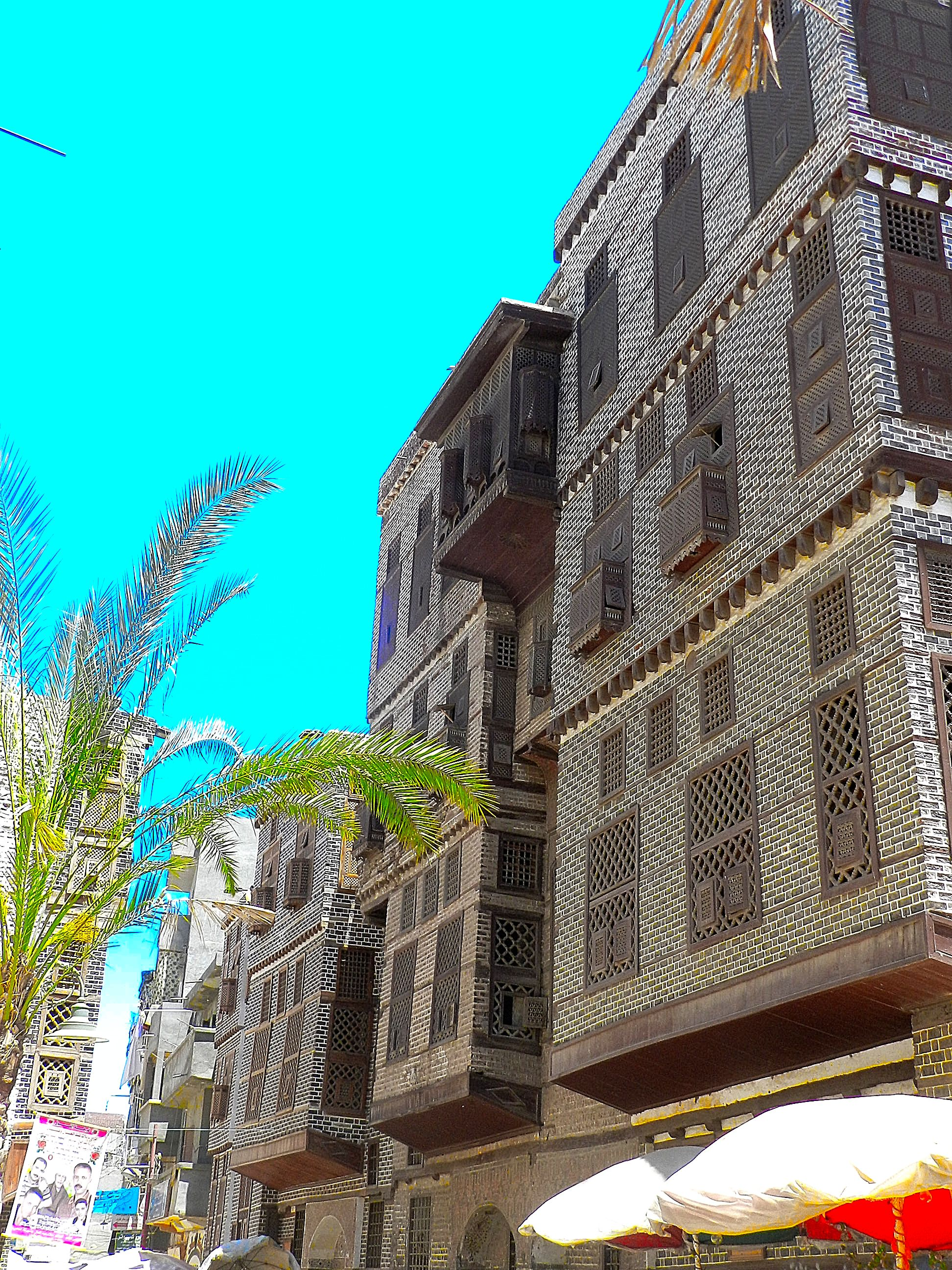
Dům Ramadán v Ar-Rašídu